# الصالحية (فلسطين)
الصالحية كانت قرية فلسطينية تبعد 25 كيلومتر شمال شرق مدينة صفد، في رقعة مستوية من الأرض في سهل الحولة بالقرب من تقاطع نهر الأردن مع وادي طرعان، الذي كان يصب في بحيرة الحولة التي تبعد 4 كم إلى الجنوب مباشرة، وترتفع 75 متر عن مستورى سطح البحر وكان يربطها بالقرى المجاورة شبكة من الطرق الفرعية بنيت منازل القرية من حولها.
وقد روى الرحالة الذين زاروا الصالحية، في أواخر القرن التاسع عشر، أنها قرية مبنية بالطوب على أرض زراعية في سهل مجاور لمستنقع. وكان يتوسط القرية سوق صغيرة. وكانت الزراعة مورد رزقهم الأساسي؛ فكانوا يزرعون الخضروات والفاكهة في الأجزاء الشرقية والشمالية من أراضي القرية.

## القرية عام 1948
تقع القرية إلى الشمال الشرقي من صفد، عند التقاء وادي طرعان ونهر الأردن حيث كانت تقع على جانب الشرقي للنهر. في منتصف المسافة بين قرية الزوية وقرية الناعمة كانت تربطها بالقرى المجاورة طرق فرعية امتدت على جنباتها بيوت القرية وكانت هناك طريق صالحة للسيارات تربطها بقرى المفتخرة والخالصة وخيام الوليد. وكانت في متصف القرية يقع سوق صغير بلغت مساحة القرية 95 دونم وارتفعت 75 مترًا عن سطح البحر. وكانت تحوي بتاريخ1948 حوالي 353 بيتاً بعد أن كانت في عام 1931 حوالي 257 منزل.
للصالحية أراض زراعية مساحتها 5607 دونم ومنها 283 دونم وديان، وتحيط بها قرى المفتخرة الدوّارة والزوية والناعمة وامتياز الحولة وكانت القرية ممتدة إلى الشرق وكان فيها مدرسة للبنين، بلغ عدد السكّان قرية الصالحية 1,281 عام 1931 وسكنوا 257 بيتاً. بلغ عدد السكّان 1,520 عام 1945.

## تهجير القرية
في 25 أيار/مايو عام 1948، احتلت العصابات الصهيونية القرية، في عملية يفتاح الحملة التي هدفت لاحتلال صفد والقرى المحيطة بها. ومحيت ملامح القرية تماماً ولم يبق منها أثر، أما الأراضي المحيطة فيزرعها سكان مستوطنة كفار بلوم. وكانت تسمى كتيبة الاجتياح بالكتيبة الأولى للبلماح \القوة الضاربة.

## القرية بعد التهجير
محيت القرية ولم يبقى منها أي شيء، أما الأراضي المحيطة في القرية، لم تقم أي من المستوطنات الإسرائيلية على أراضي القرية، ولكن أقيمت مستوطنة كفار بلوم على الجانب الغربي من موقع القرية. وكان السبب الرئيسي للنزوح والتهجير هو نتيجة الحرب النفسية لتخويف السكان.

## معرض صور

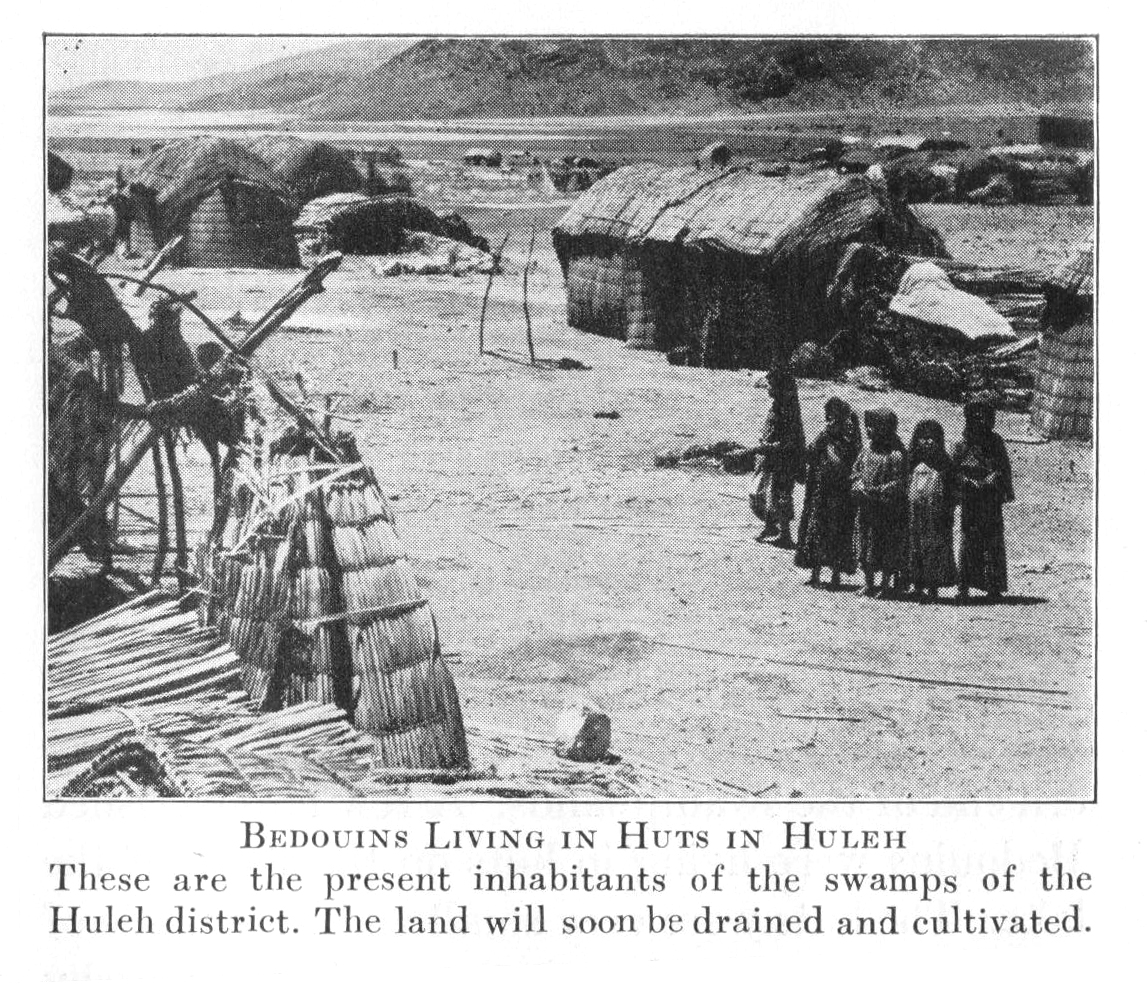
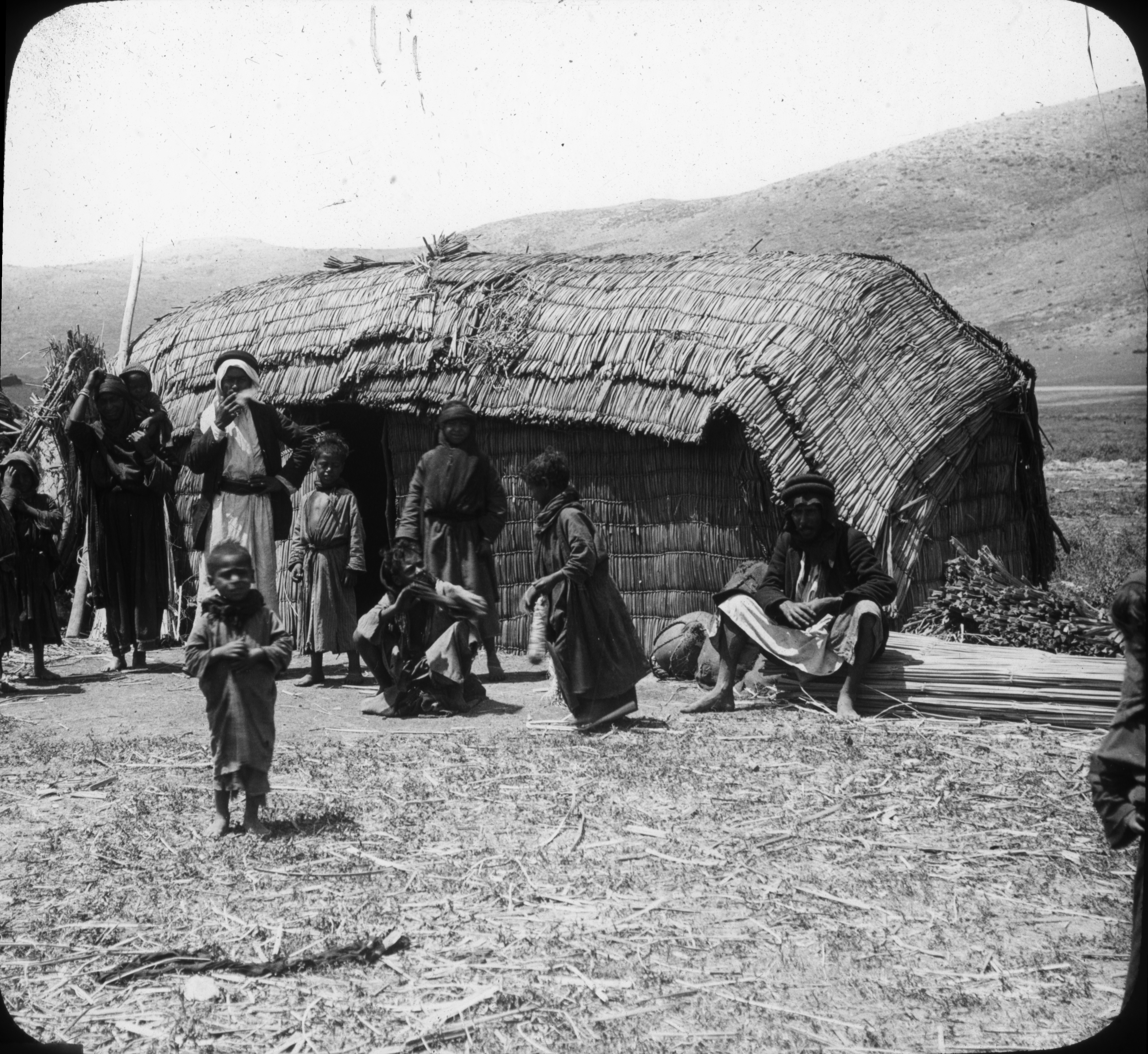
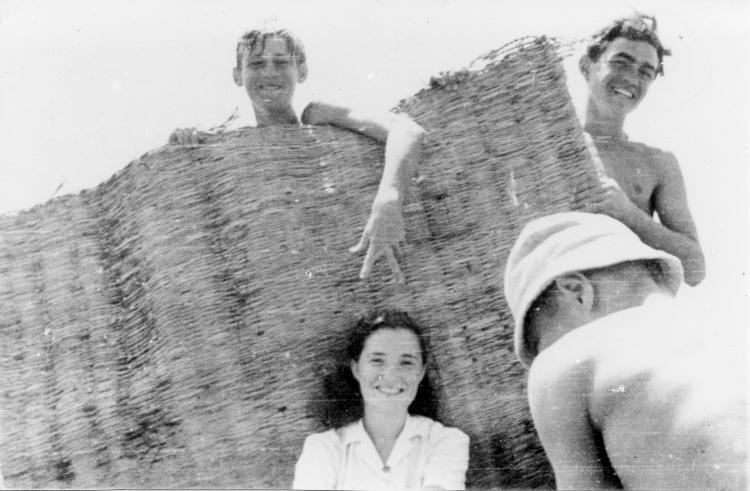
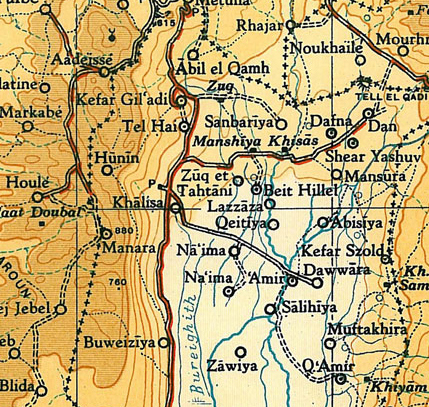

## وصلات خارجية
- الصالحية ترحب بكم